# Вело-д'Астіко
Вело-д'Астіко (італ. Velo d'Astico, вен. Veło d'Astego) — муніципалітет в Італії, у регіоні Венето, провінція Віченца.
Вело-д'Астіко розташоване на відстані близько 450 км на північ від Рима, 85 км на північний захід від Венеції, 30 км на північний захід від Віченци.
Населення — 2426 осіб (2014).

## Демографія
Населення за роками:

Станом на 1 січня 2023 року в муніципалітеті офіційно проживало 97 іноземців з 24 країн, серед них 46 громадян країн Євросоюзу та 1 громадянин України.

## Сусідні муніципалітети
- Арсьєро
- Коголло-дель-Ченджо
- Пйовене-Роккетте
- Позіна
- Санторсо
- Скіо